# Wettersäule (Bad Godesberg)
Koordinaten: 50° 40′ 47,5″ N, 7° 8′ 57,5″ O

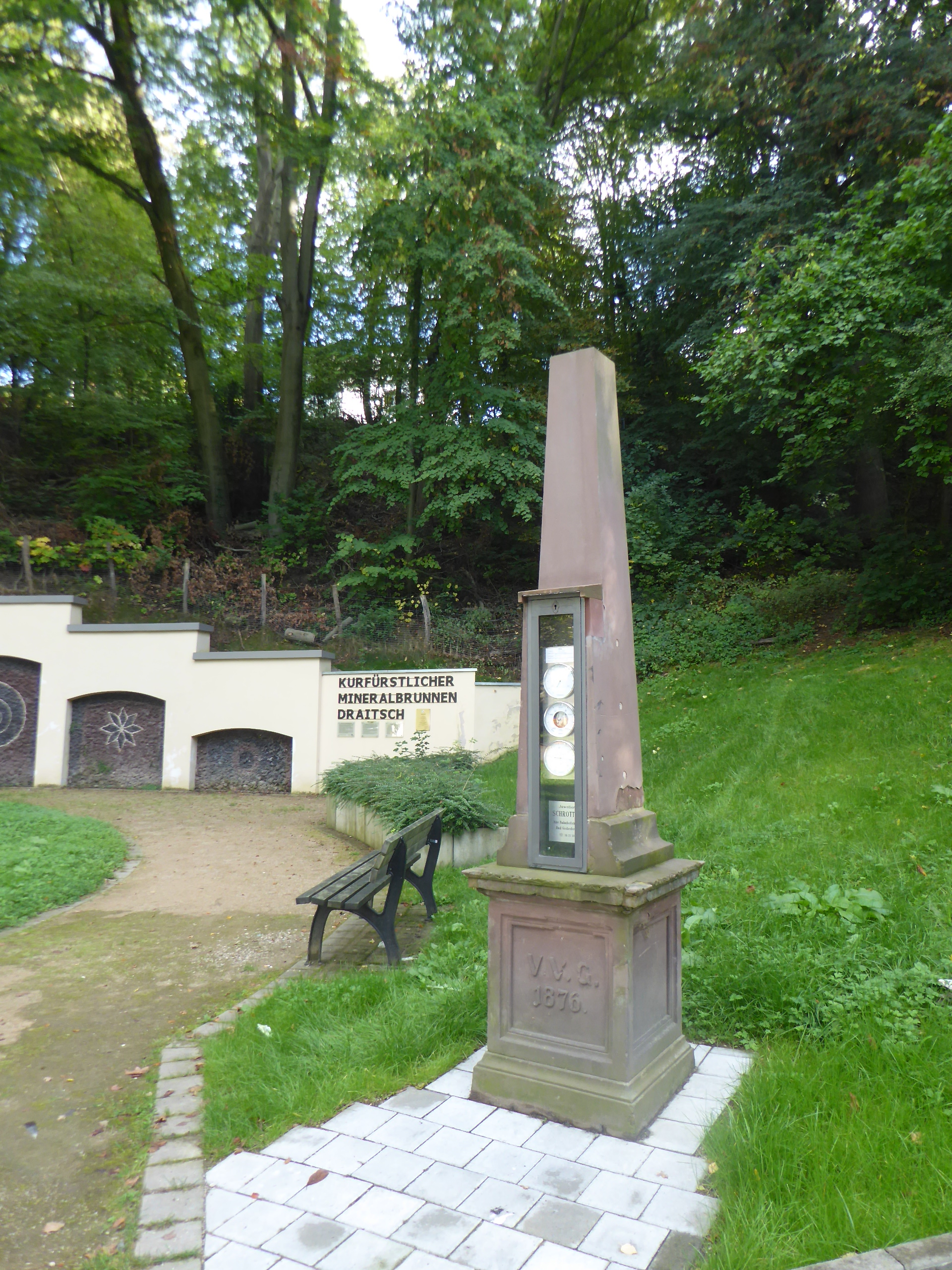
Godesberger Wettersäule von 1876 am Draitschbrunnen

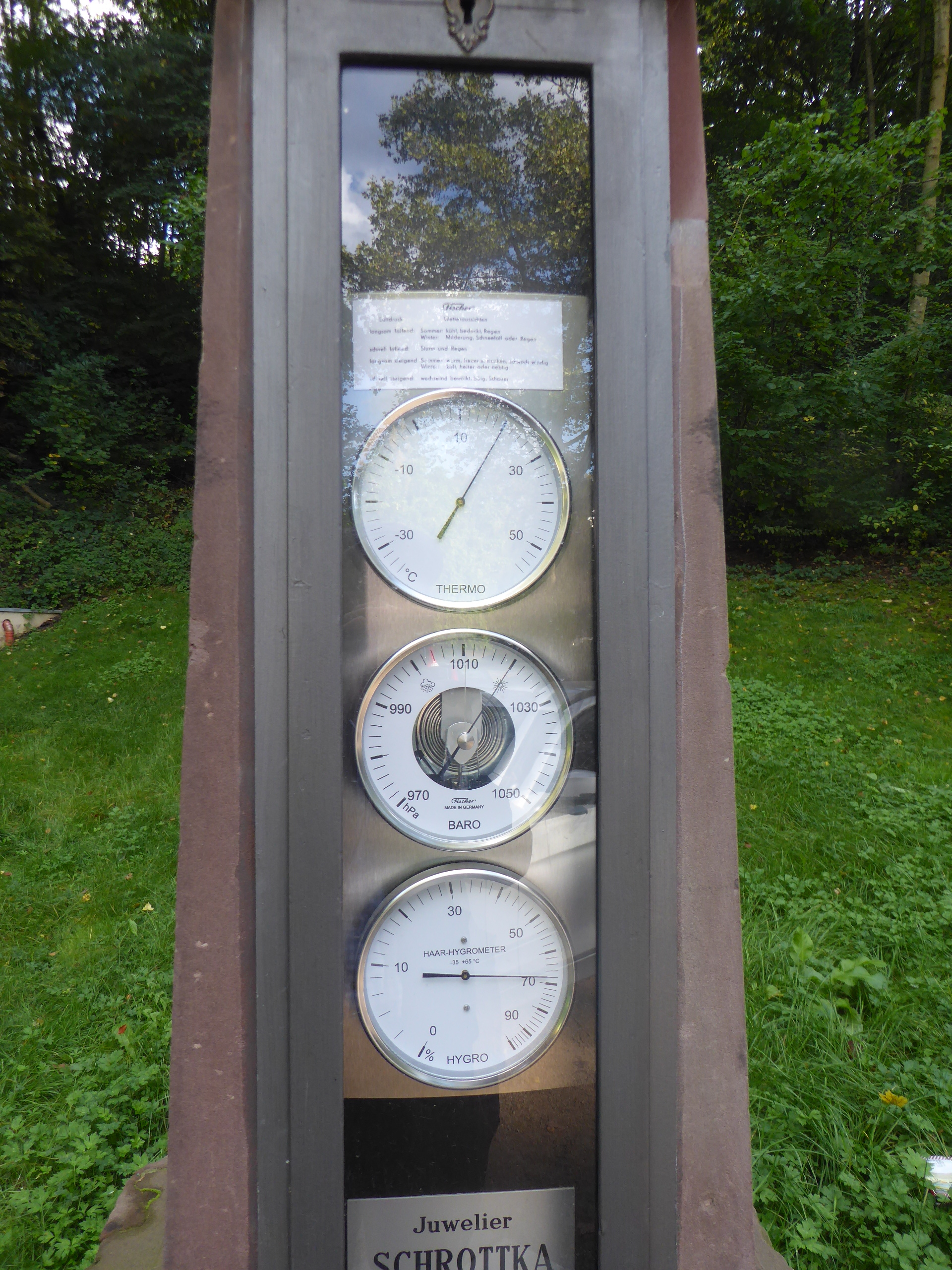
Die Instrumente sind ohne Schleppzeiger, der aufgeklärte, interessierte Kurgast sollte immer wiederkommen und den Trend beobachten. Oben eine »Anleitung von ›Fischer‹: Luftdruck – Wetteraussichten / langsam fallend: Sommer: kühl, bedeckt, Regen; Winter: Milderung, Schneefall oder Regen / schnell fallend: Sturm und Regen / langsam steigend: Sommer: warm, heiter und trocken, schwach windig; Winter: kalt, heiter oder neblig / schnell steigend: wechselnd bewölkt, böig, Schauer«. Instrumente dank https://www.schrottka.de/

Die Wettersäule in Bad Godesberg ist die älteste Wettersäule in Deutschland und befindet sich seit dem 8. Juni 2019 wieder am Draitschbrunnen an der Brunnenallee, dem früheren Aufstellungsort. Sie steht als Baudenkmal unter Denkmalschutz.
Als erste Wettersäule gilt die 1838 am Grand Quai (dem heutigen Quai du Général Guisan) in Genf aufgestellte. Errichtet wurde die erste Säule in Deutschland 1876 in Bad Godesberg durch den „Verschönerungsverein Godesberg (V.V.G.)“, den Vorgänger des heutigen Vereins für Heimatpflege und Heimatgeschichte (VHH). Der Verein hatte sie bei einem nicht überlieferten Handwerksbetrieb in Auftrag gegeben. Die Säule ist ein klassizistischer Obelisk aus rotem Sandstein auf einem viereckigen Podest. An der Vorderseite sind eine kleine Anleitung zur Deutung des Luftdrucks und als Wetterdaten ein Luftdruckmesser, ein Thermometer und ein Luftfeuchtigkeitsmesser angebracht. Die Original-Instrumente sind nicht mehr erhalten.
Der Standort der Säule war zunächst die damalige Gartenmauer der Redoute. Sie sollte als Attraktion für die Kurgäste dienen. 1904 wurde die Säule versetzt. Der neue Standort war links, ab 1954 rechts der Treppe zum Mineralbad am Mineralbrunnen in der Brunnenallee 33. 1954 wurde sie zunächst auf die rechte Treppenseite und 1955 in den Stadtpark auf die Rückseite der neu gebauten Stadthalle Bad Godesberg versetzt, 2019 wieder zum Draitschbrunnen.